# AC Milán 2017/2018
Tento článek se podrobně zabývá událostmi ve fotbalovém klubu AC Milán v sezoně 2017/18 a jeho působení v nejvyšší lize, domácího poháru a Evropské lize. AC Milán se v předchozím ročníku umístil na 6. místě a zajistil si tak start v Evropské lize.

## Realizační tým
| Post               | Jméno |
| ------------------ | --- |
| Hlavní trenér      | Vincenzo Montella (do 27.11.2017) Gennaro Gattuso                                                                      |
| Asistent trenéra   | Daniele Russo (do 27.11.2017) Luigi Riccio                                                                             |
| Trenér brankářů    | Alfredo Magni a Giorgio Bianchi                                                                                        |
| Vedoucí mužstva    | Andrea Romeo |
| Sportovní trenéři  | Emanuele Marra (do 26.09.2017), Mario Innaurato (od 15.11.2017 do 29.12.2017) Bruno Giovanni Dominici a Dino Tenderini |
| Zápasový analytik  | Riccardo Manno a Simone Montanaro (do 27.11.2017), Marco Sangermani                                                    |
| Klubové vedení     | |
| Prezident klubu    | Li Yonghong |
| Generální ředitel  | Marco Fassone |
| Obchodní ředitel   | Lorenzo Giorgetti |
| Ředitel komunikace | Fabio Guadagnini |
| Sportovní ředitel  | Massimiliano Mirabelli                                                                                                 |
| Velvyslanec klubu  | Franco Baresi |

## Soupiska
Aktuální k datu 30. června 2018.
| Číslo | Pozice | Nár.              | Hráč                 | Datum narození a věk        | Od roku | Předchozí angažmá | Poznámka                                          |
| ----- | ------ | ----------------- | -------------------- | --------------------------- | ------- | ----------------- | ------------------------------------------------- |
| 1     | B      | Brazílie          | Gabriel              | 27. září 1992 (32 let)      | 2012    | Cruzeiro          | v lednu odešel na hostování do Empoli             |
| 2     | O      | Itálie            | Davide Calabria      | 6. prosince 1996 (28 let)   | 2014    | Juniorka          |                                                   |
| 4     | Z      | Argentina         | Jose Mauri           | 16. května 1996 (28 let)    | 2015    | Parma             |                                                   |
| 5     | Z      | Itálie            | Giacomo Bonaventura  | 22. srpna 1989 (35 let)     | 2014    | Atalanta          |                                                   |
| 7     | Ú      | Chorvatsko        | Nikola Kalinić       | 5. ledna 1988 (37 let)      | 2017    | Fiorentina        |                                                   |
| 8     | Ú      | Španělsko         | Suso                 | 19. listopadu 1993 (31 let) | 2015    | Liverpool         |                                                   |
| 9     | Ú      | Portugalsko       | André Silva          | 6. listopadu 1995 (29 let)  | 2017    | Porto             |                                                   |
| 10    | Z      | Turecko           | Hakan Çalhanoğlu     | 8. února 1994 (31 let)      | 2017    | Leverkusen        |                                                   |
| 11    | Ú      | Itálie            | Fabio Borini         | 29. března 1991 (33 let)    | 2017    | Sunderland        |                                                   |
| 12    | O      | Itálie            | Andrea Conti         | 2. března 1994 (31 let)     | 2017    | Atalanta          |                                                   |
| 13    | O      | Itálie            | Alessio Romagnoli    | 12. ledna 1995 (30 let)     | 2015    | Řím               |                                                   |
| 15    | O      | Paraguay          | Gustavo Gómez        | 6. května 1993 (31 let)     | 2016    | Lanús             |                                                   |
| 17    | O      | Kolumbie          | Cristián Zapata      | 30. září 1986 (38 let)      | 2012    | Villarreal        |                                                   |
| 18    | Z      | Itálie            | Riccardo Montolivo   | 18. ledna 1985 (40 let)     | 2012    | Fiorentina        |                                                   |
| 19    | O      | Itálie            | Leonardo Bonucci     | 1. května 1987 (37 let)     | 2017    | Juventus          | Kapitán                                           |
| 20    | O      | Itálie            | Ignazio Abate        | 12. listopadu 1986 (38 let) | 2009    | Turín             |                                                   |
| 21    | Z      | Argentina         | Lucas Biglia         | 30. ledna 1986 (39 let)     | 2017    | Lazio             |                                                   |
| 22    | O      | Argentina         | Mateo Musacchio      | 26. srpna 1990 (34 let)     | 2017    | Villarreal        |                                                   |
| 23    | Z      | Argentina         | José Ernesto Sosa    | 19. června 1985 (39 let)    | 2016    | Beşiktaş          | v září odešel na hostování s opcí do Trabzonsporu |
| 27    | Z      | Itálie            | Riccardo Forte       | 17. května 1999 (25 let)    | 2017    | Juniorka          |                                                   |
| 29    | O      | Itálie            | Gabriel Paletta      | 15. února 1986 (39 let)     | 2015    | Parma             | v lednu byl propuštěn                             |
| 30    | B      | Itálie            | Marco Storari        | 7. ledna 1977 (48 let)      | 2017    | Cagliari          |                                                   |
| 31    | O      | Itálie            | Luca Antonelli       | 11. února 1987 (38 let)     | 2015    | Janov             |                                                   |
| 45    | O      | Itálie            | Niccolò Zanellato    | 24. června 1998 (26 let)    | 2017    | Juniorka          |                                                   |
| 45    | O      | Itálie            | Matteo Gabbia        | 21. října 1999 (25 let)     | 2017    | Juniorka          |                                                   |
| 57    | Z      | Itálie            | Emanuele Torrasi     | 16. března 1999 (26 let)    | 2017    | Juniorka          |                                                   |
| 63    | Ú      | Itálie            | Patrick Cutrone      | 3. ledna 1998 (27 let)      | 2017    | Juniorka          |                                                   |
| 68    | O      | Švýcarsko         | Ricardo Rodríguez    | 25. srpna 1992 (32 let)     | 2017    | Wolfsburg         |                                                   |
| 73    | Z      | Itálie            | Manuel Locatelli     | 8. ledna 1998 (27 let)      | 2015    | Juniorka          |                                                   |
| 79    | Z      | Pobřeží slonoviny | Franck Kessié        | 19. prosince 1996 (28 let)  | 2017    | Atalanta          |                                                   |
| 90    | B      | Itálie            | Antonio Donnarumma   | 7. července 1990 (34 let)   | 2017    | Tripolis          |                                                   |
| 94    | Ú      | Senegal           | M'Baye Niang         | 19. prosince 1994 (30 let)  | 2012    | Caen              | v srpnu odešel na hostování s opcí do Turína      |
| 99    | B      | Itálie            | Gianluigi Donnarumma | 25. února 1999 (26 let)     | 2015    | Juniorka          |                                                   |

### Změny v kádru v letním přestupovém období 2017[5]
| Přišli do týmu | Přišli do týmu    | Přišli do týmu     | Přišli do týmu | Přišli do týmu      | Přišli do týmu   | Přišli do týmu | Odešli z týmu | Odešli z týmu | Odešli z týmu     | Odešli z týmu | Odešli z týmu          | Odešli z týmu    | Odešli z týmu  |
| Pozice         | Nár.              | Hráč               | Věk            | Odkud přišel        | Typ              | Cena           | Pozice        | Nár.          | Hráč              | Věk           | Kam odešel             | Typ              | Cena           |
| B              | Itálie            | Antonio Donnarumma | 27             | Asteras Tripolis FC | přestup          | 980 000 Euro   | B             | Španělsko     | Diego López       | 35            | RCD Espanyol           | přestup          | zadarmo        |
| O              | Itálie            | Leonardo Bonucci   | 30             | Juventus FC         | přestup          | 42 mil. Euro   | O             | Itálie        | Mattia De Sciglio | 24            | Juventus FC            | přestup          | 12 mil. Euro   |
| O              | Itálie            | Andrea Conti       | 23             | Atalanta BC         | přestup          | 24 mil. Euro   | O             | Argentina     | Leonel Vangioni   | 30            | CF Monterrey           | přestup          | 1,7 mil. Euro  |
| O              | Argentina         | Mateo Musacchio    | 26             | Villarreal CF       | přestup          | 18 mil. Euro   | O             | Brazílie      | Rodrigo Ely       | 23            | Deportivo Alavés       | přestup          | 2,8 mil. Euro  |
| O              | Švýcarsko         | Ricardo Rodríguez  | 24             | VfL Wolfsburg       | přestup          | 15 mil. Euro   | Z             | Slovensko     | Juraj Kucka       | 30            | Trabzonspor            | přestup          | 5 mil. Euro    |
| Z              | Argentina         | Lucas Biglia       | 31             | SS Lazio            | přestup          | 19,7 mil. Euro | Z             | Chile         | Matías Fernández  | 31            | ACF Fiorentina         | konec hostování  |                |
| Z              | Pobřeží slonoviny | Franck Kessié      | 20             | Atalanta BC         | hostování s opcí | 8 mil. Euro    | Z             | Chorvatsko    | Mario Pašalić     | 22            | Chelsea FC             | konec hostování  |                |
| Z              | Turecko           | Hakan Çalhanoğlu   | 23             | Bayer Leverkusen    | přestup          | 23,3 mil. Euro | Z             | Itálie        | Andrea Poli       | 27            | Bologna FC 1909        | přestup          | zadarmo        |
| Ú              | Portugalsko       | André Silva        | 21             | FC Porto            | přestup          | 38 mil. Euro   | Z             | Japonsko      | Keisuke Honda     | 31            | konec smlouvy          |                  |                |
| Ú              | Itálie            | Fabio Borini       | 26             | Sunderland AFC      | hostování s opcí | 500 000 Euro   | Z             | Itálie        | Andrea Bertolacci | 26            | Janov CFC              | hostování        |                |
| Ú              | Chorvatsko        | Nikola Kalinić     | 29             | ACF Fiorentina      | hostování s opcí | 5 mil. Euro    | Ú             | Argentina     | José Ernesto Sosa | 32            | Trabzonspor            | hostování s opcí | 1,35 mil. Euro |
|                |                   |                    |                |                     |                  |                | Ú             | Itálie        | Gianluca Lapadula | 27            | Janov CFC              | hostování s opcí | 250 000 Euro   |
|                |                   |                    |                |                     |                  |                | Ú             | Kolumbie      | Carlos Bacca      | 30            | Villarreal CF          | hostování s opcí | 2.5 mil. Euro  |
|                |                   |                    |                |                     |                  |                | Ú             | Španělsko     | Gerard Deulofeu   | 23            | FC Everton             | konec hostování  |                |
|                |                   |                    |                |                     |                  |                | Ú             | Argentina     | Lucas Ocampos     | 22            | Olympique de Marseille | konec hostování  |                |
|                |                   |                    |                |                     |                  |                | Ú             | Senegal       | M'Baye Niang      | 22            | Turín FC               | hostování s opcí | 2 mil. Euro    |
|                |                   |                    |                |                     |                  |                | Ú             | Itálie        | Gianmarco Zigoni  | 26            | Benátky FC             | hostování s opcí |                |

### Změny v kádru v zimním přestupovém období 2018[6]
| Přišli do týmu | Přišli do týmu | Přišli do týmu | Přišli do týmu | Přišli do týmu | Přišli do týmu | Přišli do týmu | Odešli z týmu | Odešli z týmu | Odešli z týmu     | Odešli z týmu | Odešli z týmu     | Odešli z týmu | Odešli z týmu |
| Pozice         | Nár.           | Hráč           | Věk            | Odkud přišel   | Typ            | Cena           | Pozice        | Nár.          | Hráč              | Věk           | Kam odešel        | Typ           | Cena          |
|                |                |                |                |                |                |                | B             | Brazílie      | Gabriel           | 25            | Empoli FC         | hostování     |               |
|                |                |                |                |                |                |                | O             | Itálie        | Gabriel Paletta   | 32            | rozvázání smlouvy |               |               |
|                |                |                |                |                |                |                | Ú             | Argentina     | José Ernesto Sosa | 32            | Trabzonspor       | využitá opce  | 3,4 mil. Euro |

## Zápasy v sezoně 2017/18

### Serie A (Italská liga)
|              | ATA | BEN | BOL | CAL | CHI | CRO | FIO | JAN | INT | JUV | LAZ | NEA | ŘÍM | SAM | SAS | SPA | TUR | UDI | VER |
| ------------ | --- | --- | --- | --- | --- | --- | --- | --- | --- | --- | --- | --- | --- | --- | --- | --- | --- | --- | --- |
| Utkání doma  | 0:2 | 0:1 | 2:1 | 2:1 | 3:2 | 1:0 | 5:1 | 1:0 | 0:0 | 0:2 | 2:1 | 0:0 | 0:2 | 1:0 | 1:1 | 2:0 | 0:0 | 2:1 | 4:1 |
| Utkání venku | 1:1 | 2:2 | 2:1 | 2:1 | 4:1 | 3:0 | 1:1 | 0:0 | 2:3 | 1:3 | 1:4 | 1:2 | 2:0 | 0:2 | 2:0 | 4:0 | 1:1 | 1:1 | 0:3 |

Tabulka
| Poř. | Tým            | Z  | V  | R  | P  | VG | OG | B  |
| ---- | -------------- | -- | -- | -- | -- | -- | -- | -- |
| 1.   | Juventus FC    | 38 | 30 | 5  | 3  | 86 | 24 | 95 |
| 2.   | SSC Neapol     | 38 | 28 | 7  | 3  | 77 | 29 | 91 |
| 3.   | AS Řím         | 38 | 23 | 8  | 7  | 61 | 28 | 77 |
| 4.   | FC Inter Milán | 38 | 20 | 12 | 6  | 66 | 30 | 72 |
| 5.   | SS Lazio       | 38 | 21 | 9  | 8  | 89 | 49 | 72 |
| 6.   | AC Milán       | 38 | 18 | 10 | 10 | 56 | 42 | 64 |
| 7.   | Atalanta BC    | 38 | 16 | 12 | 10 | 57 | 39 | 60 |
| 8.   | ACF Fiorentina | 38 | 16 | 12 | 10 | 54 | 46 | 57 |
| 9.   | Turín FC       | 38 | 16 | 9  | 13 | 54 | 46 | 54 |

Poznámky
- Z = Odehrané zápasy; V = Vítězství; R = Remízy; P = Prohry; VG = Vstřelené góly; OG = Obdržené góly; B = Body

|  | Mistr ligy a přímý postup do Ligy mistrů 2018/19 |
|  | Přímý postup do Ligy mistrů 2018/19              |
|  | Přímý postup do Evropské ligy UEFA 2018/19       |
|  | Postup do předkola Evropské ligy UEFA 2018/19    |
|  | Sestup do Serie B 2018/19                        |

### Coppa Italia (Italský pohár)
| Osmifinále 13. prosince 2017 | AC Milán                                           | 3 – 0  | Hellas Verona FC | Stadio Giuseppe Meazza, Milán |  |  |
| 20:45 SELČ                   | 23' Suso 30' Alessio Romagnoli 55' Patrick Cutrone | Report |                  | Diváci: 9.263                 |  |  |
|                              |                                                    |        |                  |                               |  |  |

| Čtvrtfinále 27. prosince 2017 | AC Milán             | 1 – 0 v prodl. | FC Inter Milán | Stadio Giuseppe Meazza, Milán |  |  |
| 20:45 SELČ                    | 104' Patrick Cutrone | Report         |                | Diváci: 48.721                |  |  |
|                               |                      |                |                |                               |  |  |

| Semifinále - 1. zápas 31. ledna 2018 | AC Milán | 0 – 0  | SS Lazio | Stadio Giuseppe Meazza, Milán |  |  |
| 20:45 SELČ                           |          | Report |          | Diváci: 17.724                |  |  |
|                                      |          |        |          |                               |  |  |

| Semifinále - 2. zápas 28. února 2018 | SS Lazio | 0 – 0 (4:5 na penalty) | AC Milán | Stadio Olimpico, Řím |  |  |
| 20:45 SELČ                           |          | Report                 |          | Diváci: 40.000       |  |  |
|                                      |          |                        |          |                      |  |  |

| Finále 9. května 2018 | Juventus FC                                                       | 4 – 0  | AC Milán | Stadio Olimpico, Řím |  |  |
| 21:00 SELČ            | 56', 64' Mahdí Benatía 61' Douglas Costa 76' Nikola Kalinić (vl.) | Report |          | Diváci: 66.400       |  |  |
|                       |                                                                   |        |          |                      |  |  |

### Evropská liga
| 3. předkolo - 1. zápas 27. července 2017 | CS Universitatea Craiova | 0 – 1  | AC Milán              | Stadio Comunale, Rumunsko        |  |
| 21:00 SELČ |                          | Report | 44' Ricardo Rodríguez | Diváci: 14.438 Rozhodčí: Özkahya |  |
| Poznámky: Sestava: Donnarumma – Rodríguez, Musacchio, Bonucci (K), Abate (73. Conti) – Bonaventura, Montolivo, Kessie – Niang, Cutrone (81. Antonelli), Borini (66. André Silva) |                          |        |                       |                                  |  |

| 3. předkolo - 2. zápas 3. srpna 2017 | AC Milán | 2 – 0  | CS Universitatea Craiova                   | Stadio Giuseppe Meazza, Milán  |  |
| 20:45 SELČ |          | Report | 9' Giacomo Bonaventura 51' Patrick Cutrone | Diváci: 65.763 Rozhodčí: Popov |  |
| Poznámky: Sestava: Donnarumma – Rodríguez, Musacchio, Zapata (K), Conti – Locatelli, Bonaventura (81. Borini), Kessie – Cutrone (71. André Silva), Suso (65. Hakan Çalhanoğlu), Niang |          |        |                                            |                                |  |

| 4. předkolo - 1. zápas 17. srpna 2017 | AC Milán | 6 – 0  | FK Škendija 79 Tetovo                                                                | Stadio Giuseppe Meazza, Milán    |  |
| 20:45 SELČ |          | Report | 13', 27' André Silva 25', 85' Riccardo Montolivo 67' Fabio Borini 69' Luca Antonelli | Diváci: 40.613 Rozhodčí: Lechner |  |
| Poznámky: Sestava: Donnarumma – Antonelli, Zapata, Bonucci (K), Conti (69. Abate) – Suso (75. Cutrone), Montolivo, Kessie – Hakan Çalhanoğlu (61. Bonaventura), André Silva, Borini |          |        |                                                                                      |                                  |  |

| 4. předkolo - 2. zápas 24. srpna 2017 | FK Škendija 79 Tetovo | 0 – 1  | AC Milán            | Národní aréna Toše Proeski, Skopje |  |
| 20:45 SELČ |                       | Report | 13' Patrick Cutrone | Diváci: 35.050 Rozhodčí: Kovács    |  |
| Poznámky: Sestava: Storari – Romagnoli (46. Abate), Bonucci (K), Zapata – Antonelli, Zanellato, Locatelli (73. Gabbia), Mauri, Calabria – André Silva, Cutrone (58. Suso) |                       |        |                     |                                    |  |

| Základní skupina D: 1. zápas 14. září 2017 | Austria Vídeň           | 1 – 5  | AC Milán                                               | Ernst-Happel-Stadion, Vídeň        |  |
| 19:00 SELČ | 47' Aleksandar Borković | Report | 10', 20', 56' André Silva 7' Hakan Çalhanoğlu 63' Suso | Diváci: 31.409 Rozhodčí: Gözübüyük |  |
| Poznámky: Sestava: Donnarumma – Romagnoli (74. Musacchio), Bonucci (K), Zapata – Antonelli, Hakan Çalhanoğlu, Biglia, Kessie (62. Bonaventura), Abate – André Silva, Kalinič (62. Suso) |                         |        |                                                        |                                    |  |

| Základní skupina D: 2. zápas 28. září 2017 | AC Milán                                                  | 3 – 2  | HNK Rijeka                      | Stadio Giuseppe Meazza, Milán     |  |
| 21:05 SELČ | 14' André Silva 53' Mateo Musacchio 90+4' Patrick Cutrone | Report | 84' Acosty 90'(pen.) Josip Elez | Diváci: 23.917 Rozhodčí: Grinfeld |  |
| Poznámky: Sestava: Donnarumma – Romagnoli, Bonucci (K), Musacchio – Borini, (71. Mauri), Hakan Çalhanoğlu (46. Bonaventura), Locatelli , Abate – André Silva (82. Suso), Cutrone |                                                           |        |                                 |                                   |  |

| Základní skupina D: 3. zápas 19. října 2017 | AC Milán | 0 – 0  | AEK Athény | Stadio Giuseppe Meazza, Milán   |  |
| 21:05 SELČ |          | Report |            | Diváci: 20.812 Rozhodčí: Ekberg |  |
| Poznámky: Sestava: Donnarumma – Rodríguez, Bonucci (K), Musacchio – Locatelli, Suso (83. Borini), Hakan Çalhanoğlu, Bonaventura (73. Kessie), Calabria – André Silva (62. Kalinič), Cutrone |          |        |            |                                 |  |

| Základní skupina F: 4. zápas 2. listopadu 2017 | AEK Athény | 0 – 0  | AC Milán | Olympijský stadion (Athény), Athény |  |
| 19:00 SELČ |            | Report |          | Diváci: 40.538 Rozhodčí: De Sousa   |  |
| Poznámky: Sestava: Donnarumma – Romagnoli, Bonucci (K), Musacchio – Montolivo, Locatelli (67. Kessie) – Rodríguez, Hakan Çalhanoğlu, Borini – André Silva (81. Kalinič), Cutrone (46. Suso) |            |        |          |                                     |  |

| Základní skupina F: 5. zápas 23. listopadu 2017 | AC Milán                                                              | 5 – 1  | Austria Vídeň           | Stadio Giuseppe Meazza, Milán      |  |
| 21:05 SELČ | 36', 70' André Silva 42', 90+3' Patrick Cutrone 27' Ricardo Rodríguez | Report | 21' Christoph Monschein | Diváci: 17.932 Rozhodčí: Treimanis |  |
| Poznámky: Sestava: Donnarumma – Zapata, Bonucci (K) (80. Gómez), Musacchio – Rodríguez (64. Antonelli), Kessie, Hakan Çalhanoğlu, Biglia, Borini (74. Locatelli) – André Silva, Cutrone |                                                                       |        |                         |                                    |  |

| Základní skupina F: 6. zápas 7. prosince 2017 | HNK Rijeka                           | 2 – 0  | AC Milán | Stadio Rujevica, Rijeka     |  |
| 19:00 SELČ | 7' Jakov Puljić 47' Mario Gavranović | Report |          | Diváci: 8.021 Rozhodčí: Vad |  |
| Poznámky: Sestava: Storari – Romagnoli, Paletta, Zapata (K) – Antonelli (80. Forte), Locatelli, Biglia, Zanellato (74. Abate), Calabria – Rodríguez, Hakan Çalhanoğlu, Borini – André Silva, Cutrone |                                      |        |          |                             |  |

Konečná tabulka skupiny D